# Вібеке Скофтеруд
Вібеке Скофтеруд (норв. Vibeke Skofterud, 20 квітня 1980 — 29 липня 2018) — норвезька лижниця, олімпійська чемпіонка, чемпіонка світу.
Вібеке Скофтеруд виступала на змаганнях з лижних перегонів з 1999. Основні її успіхи пов'язані з естафетами. Золоту олімпійську медаль та звання олімпійської чемпіонки Вібеке здобула на Олімпіаді у Ванкувері у складі звитяжної естафетної збірної Норвегії.

## Особисте життя
У червні 2008 року Скофтеруд підтвердила, що перебуває у серйозних стосунках з жінкою.